# Lee So-ra
Lee So-ra (Hangul: 이소라) es una cantante de baladas surcoreana. Ella debutó en 1993 como miembro del grupo de jazz Gente Extraña, y lanzó su primer álbum en solitario en 1995. Ha ganado múltiples premios en los Korean Music Awards, y su sexto álbum, Nunsseopdal, fue incluido en una lista de los 100 mejores álbumes del país.
Lee también fue anfitriona del talk show musical Lee Sora's Proposal en KBS desde 1996 hasta el 2002.

## Discografía

### Álbumes de estudio
| Título                                      | Posición en las listas |
| Título                                      | KOR                    |
| Lee So-ra Vol. 1 (이소라 Vol. 1)            |                        |
| Like In A Movie (영화에서처럼)              |                        |
| About Sorrow And Anger (슬픔과 분노에 관한) |                        |
| Flower (꽃)                                 |                        |
| SoRa's 5 Diary                              |                        |
| Nunsseopdal (눈썹달)                        |                        |
| Lee So-ra (이소라)                          |                        |
| ------------------------------------------- | ---------------------- |
| 8                                           | 2                      |